# Puerta de Rodajos
Puerta Rodajos es un acceso ubicado en la zona oeste de la Casa de Campo. La puerta original fue sustituida por una nueva realizada en 1969 por el arquitecto Manuel Herrero de Palacios (Rafael Pulido Fernández) lacasadecampo.es/2021/12/08/la-puerta-de-rodajos/. En las cercanías se encontraba la iglesia de Rodajos que fue reconstruida por el arquitecto Francesco Sabatini. La puerta es un importante paso desde la Casa de Campo a la Venta de la Rubia en donde estaba desde el año 1880 la Sociedad de la Caza Madrileña.

## Historia
Aparece ya nombrada en textos del siglo XV como puerta de Rodajo. Haciendo alusión a su significado de parcelas de tierra. Otros autores mencionan que la denominación rodajos proviene del apellido de su inicial dueño, Diego de Rodajo, que vendió las tierras al Rey conservando la denominación de su inicial dueño.
El 1 de diciembre de 1767 los obreros al mando del alarife Manuel Rodríguez, construyen “la tapia y la puerta de piedra inmediata a la Casa de Rodajos”. Supervisadas por Sabatini. Es probable que con anterioridad hubiera ya una puerta en el mismo lugar o cercano ya que el año 1767 parece un poco tardía frente a la cercanas de los Pinos al norte y la Portillera del Batán o de Meaques al sur, que ya se nombran en 1744.
El 6 de marzo de 1768 Juan Francisco Garaicochea manda a Sabatini a ver cómo ha quedado “la Puerta de Rodajos que es toda de cantería”.
La actual Puerta de Rodajos es de construcción reciente año 1969 y su diseño se debe al arquitecto Manuel Herrero Palacios que la diseñó junto con la Puerta de la Vereda Vieja de la que es gemela, pero más estrecha Rafael Pulido Fernández lacasadecampo.es/2021/12/08/la-puerta-de-rodajos/.
En los planos del siglo XVIII (Plano de Madrid 1778) y otros, como los planos de la Relación de Lorenzana, se nombra un lugar independiente de la Casa de Campo llamado Rodajo. Se trataba de un sitio entre Carabanchel Alto por el sur, Prado del Rey por el oeste, Húmera y Somosaguas por el norte. A él se accedía desde Madrid por la Casa de Campo a través del Camino de Rodajos. De ahí que a esta zona próxima a Rodajos se la conociera en la Casa de Campo como Rodajos.
La posibilidad que mantiene Aparici Laporta respecto a que su nombre viene dado por la familia Rodajo, se basa en que efectivamente y según escritura del 10 de abril de 1737 se habla de los herederos de Diego Rodajo que venden “4 fanegas, 11 celemines y seis estadales” de tierras y en otra del 4 de diciembre de 1737 donde los herederos venden “16 fanegas, siete celemines y 34 estadales y dos tercios”. Pero existe la posibilidad de que el proceso fuera a la inversa y que esta familia tomara su apellido del sitio conocido como Rodajo, lugar que aparece en los mapas como independiente de la Casa de Campo. Ya en la Cédula XV del 20 de julio de 1592 se habla de la huerta de Rodajo.
Entrando por esta vieja puerta y nada más pasar a la izquierda estaba la Casa del Guarda y a continuación el Cuartel de la Guardia Civil que contaba con casa de nueve habitaciones, tres naves y tres corrales para ganado y daba albergue a los guardias y sus familias, detrás del cuartel estaba la Iglesia de la Inmaculada o de Rodajos que estuvo abierta hasta el 5 de julio de 1877 y entre ellas la Casa de Rodajos.
El Pozo de Rodajos quedaba más abajo a la derecha del camino y dentro de una casilla, sus aguas eran saladas, hoy en su lugar hay un kiosco restaurante.